# Jan Mikołaj Kaliński
Jan Mikołaj Kaliński (ur. 14 maja 1799 w Radzyniu Podlaskim, zm. 19 października 1866 w Wiatce) – polski prezbiter katolicki obrządku bizantyjskiego, mianowany biskupem koadiutorem diecezji chełmsko-bełskiej, a następnie jej ordynariusz, zesłaniec.

## Życiorys
Był synem Teodora, również prezbitera, proboszcza unickiej parafii św. Jerzego w Radzyniu Podlaskim, kanonika kapituły chełmskiej i kapitana wojsk polskich oraz Anny Jankowskiej. Naukę rozpoczął w szkole powiatowej w Białej Podlaskiej. W 1817 przeniósł się do szkoły pijarów w Łukowie, a w 1819 wstąpił do seminarium duchownego w Chełmie. Święcenia prezbiteriatu otrzymał w 1822. Służył w parafii w Dobratyczach (od 1822) i Choroszczynce (od 1823). W tym czasie, z polecenia biskupa Ferdynanda Ciechanowskiego, był wolnym słuchaczem Uniwersytetu Wileńskiego. W 1840 został dziekanem dekanatu bialskiego, ale rok później został usunięty z urzędu i skazany na zesłanie za utworzenie Towarzystwa dla Ubezpieczenia Unii. Przed karą uchroniło go ułaskawienie przez Iwana Paskiewicza, namiestnika Królestwa Polskiego. W międzyczasie owdowiał i samotnie wychowywał 6 córek i 7 synów. W 1847 przeniesiony został do Konstantynowa, a 10 lat później został dziekanem łosickim.
16 marca 1862 z powodu choroby biskupa Jana Teraszewicza został mianowany jego zastępcą i koadiutorem w diecezji chełmsko-bełskiej. Rok później, po śmierci poprzednika, 26 marca 1863 objął urząd, ale ze względu na sprzeciw władz nigdy nie został konsekrowany. Głównym oponentem święceń biskupich był książę Władimir Czerkasski, który miał za złe Janowi Kalińskiemu stosowanie języka polskiego w nauczaniu kleryków seminarium duchownego, uważał go za polskiego spiskowca i "papistę". Ponadto Kaliński zdecydowanie sprzeciwiał się próbie podporządkowania diecezji chełmsko-bełskiej Rosyjskiej Cerkwi Prawosławnej, która wymuszała delatynizację obrzędów unickich i unifikację liturgii z liturgią prawosławną. Był zwolennikiem polskiego charakteru diecezji. Pozbawił urzędu Józefa Wójcickiego, który był zwolennikiem jej rusyfikacji. Za tę decyzję został upomniany i ukarany finansowo przez namiestnika Konstantyna Romanowa. Nie bez znaczenia było również osobiste zaangażowanie Kalińskiego w powstanie styczniowe wyrażane przez nabożeństwa i publiczne dowody sympatii wobec powstańców. Niedopuszczenie do sakry Kalińskiego miało również na celu ograniczenie święceń nowych prezbiterów, co przez powstanie braków kadrowych miało otworzyć drogę do działania duchownym sprzyjającym Cerkwi prawosławnej, inkardynowanym z innych diecezji. Kaliński prosił wówczas ordynariusza diecezji lwowskiej Spirydiona Litwinowicza o udzielanie święceń kandydatom diecezji chełmsko-bełskiej. Ten jednak odmówił wsparcia, licząc prawdopodobnie na unię personalną i przejęcie władzy w tejże diecezji.
W sprawie sakry Kalińskiego interweniował u władz rosyjskich również kardynał Giacomo Antonelli, który w nocie z 10 lutego 1865 zarzucił Rosji łamanie konkordatu z 1847.
23 września 1866 Jan Kaliński został aresztowany. Przed samym wywozem na zesłanie władze rosyjskie proponowały w Lublinie Kalińskiemu wolność, powrót na urząd i 10 tysięcy rubli pensji, pod warunkiem wycofania języka polskiego z seminarium i katechizacji oraz delatynizację obrzędów. Biskup nominat nie przystał na taki układ i został wywieziony do Wiatki, gdzie zmarł. Władzę w diecezji przejął wcześniej odsunięty Józef Wójcicki.